# 普尔曼-莫斯科区域机场

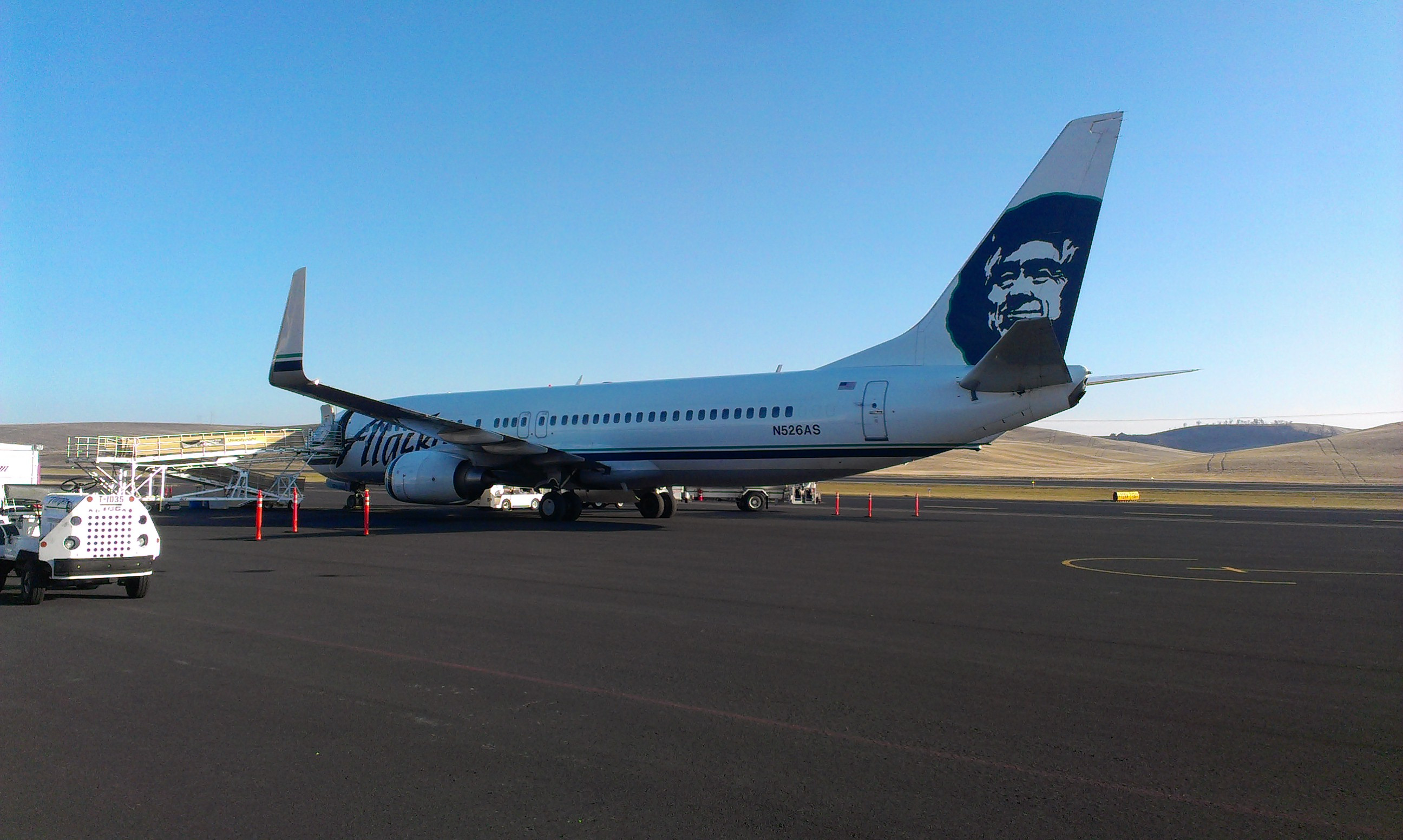
2013年，一架阿拉斯加航空的波音737-800包机停靠在普尔曼-莫斯科机场

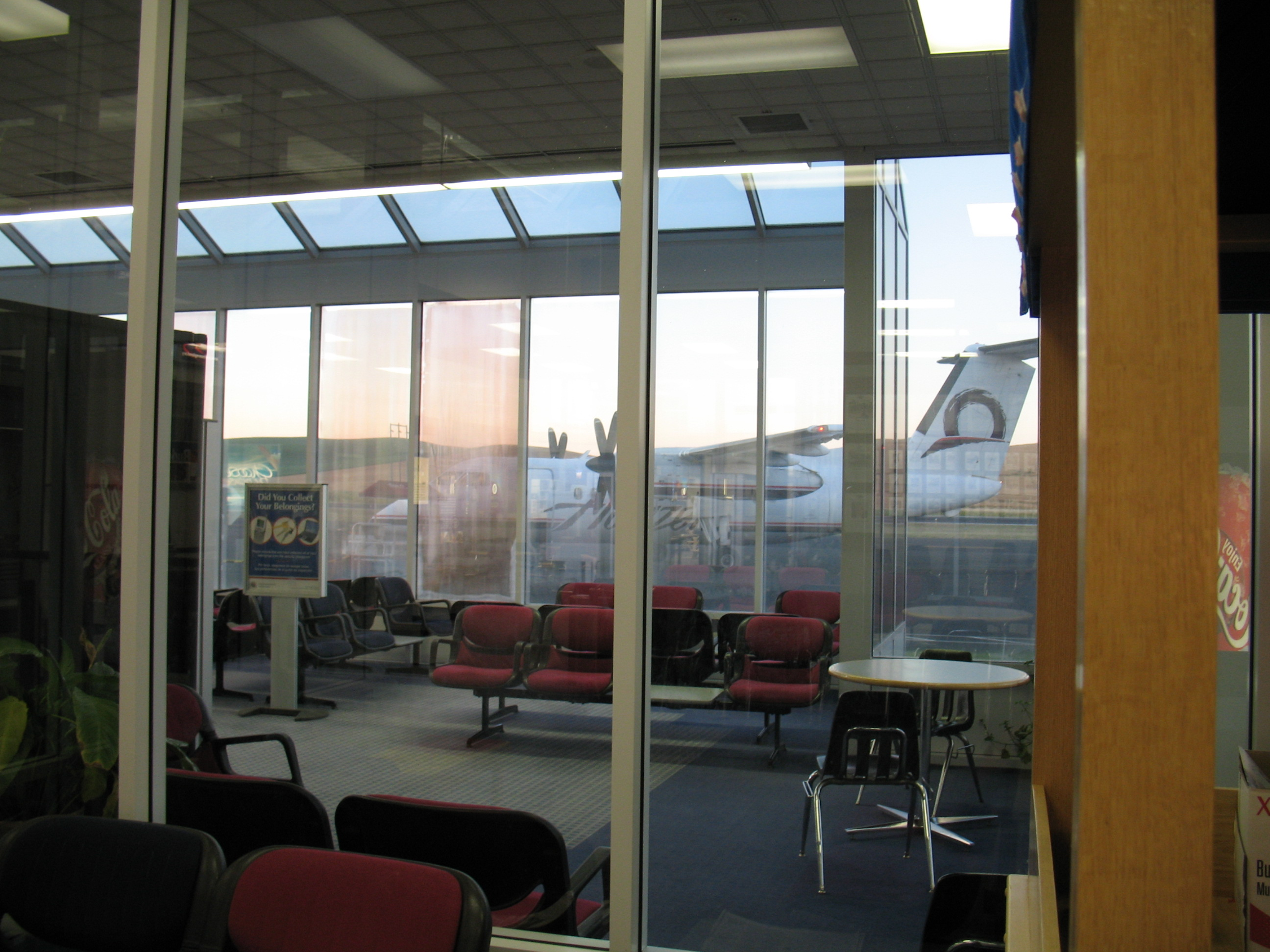
2006年7月，通过了安检口之后的等候区

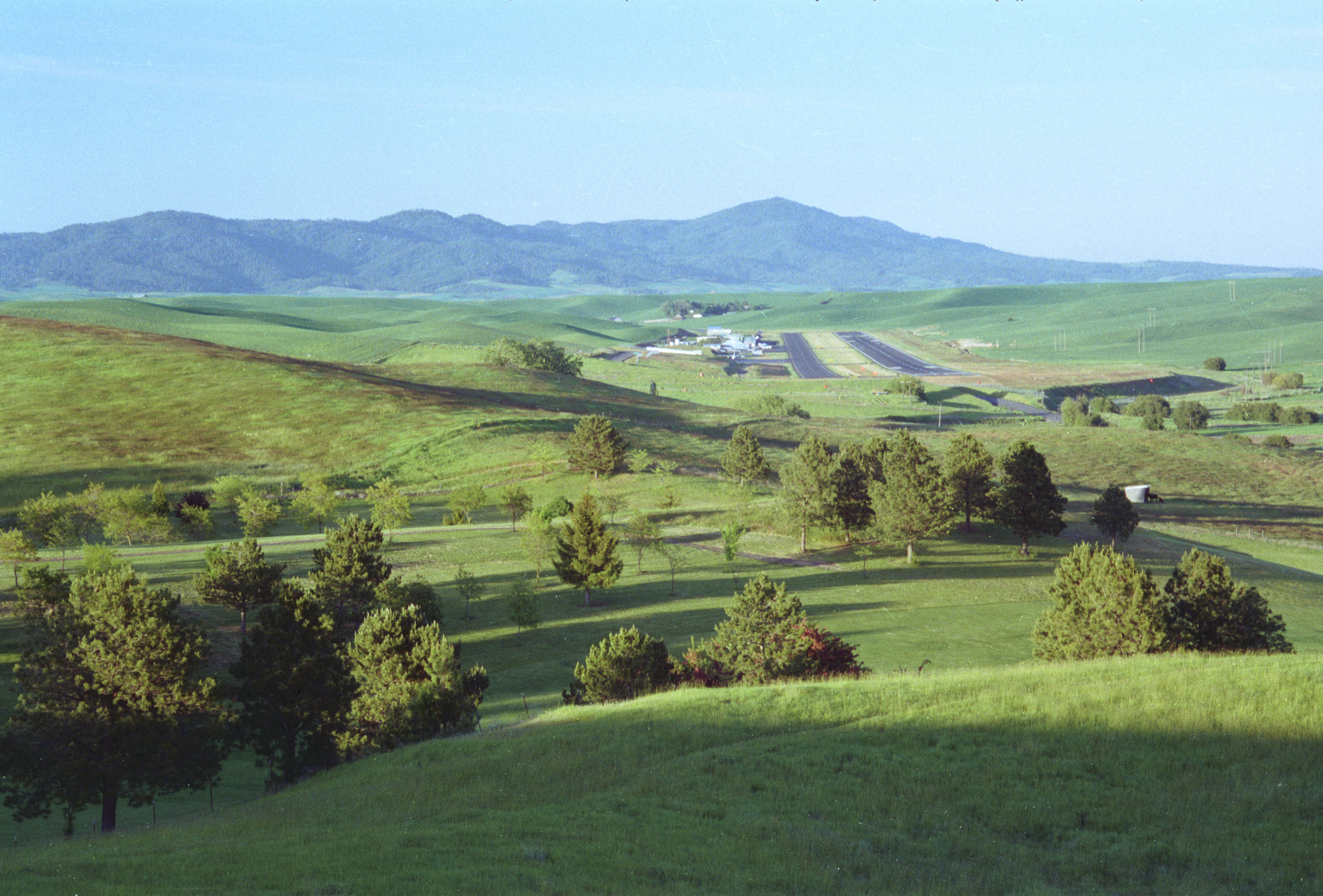
2000年6月，从西南方望向普尔曼-莫斯科机场的跑道

普尔曼-莫斯科区域机场（英語：Pullman–Moscow Regional Airport）是美国华盛顿州西北部的一座公共机场。机场地处华盛顿州惠特曼县，位于普尔曼以东2英里处，以及爱达荷州的莫斯科以西4英里处。华盛顿州270号公路的支线连接了机场。机场有一条长7,101英尺（2,160）的跑道（05/23），走向为东北-西南，与附近的最高峰莫斯科山（海拔4,983英尺（1,519））对齐。
该机场是本地区的两所赠地大学——华盛顿州立大学和爱达荷大学的主要联外机场。这两所大学的校际运动队也在该机场使用由阿拉斯加航空、边疆航空以及忠实航空运营的包机服务。地平线航空（现在是阿拉斯加航空集团的子公司）是唯一在该机场运营的商业航空公司。地平线航空于1983年3月开始在普尔曼-莫斯科和刘易斯顿运营。目前，地平线航空每天提供3-4班飞往西雅图的定期航班，机型为庞巴迪Dash 8螺旋桨客机。在以前，部分的航班会在刘易斯顿-内兹珀斯县机场中停，但现在只有直飞西雅图的定期航班。
该机场的空中交通由位于本机场以西250英里（400）的西雅图空中管制负责。位于北面90英里（145）处的斯波坎国际机场是该机场附近最主要的机场。
普尔曼-莫斯科区域机场位于海拔2,567英尺（782）的地方，占地467英畝（1.89平方）。机场拥有一条沥青跑道。机场所在的地方在1982年被普尔曼市兼并。 现在的航站楼建设耗资270万美元，于1990年2月落成使用。
机场有一个中等大小商业航站楼，里面是一个大房间。房间里面有一个安全检查点，玻璃墙把房间分成安检区和非安检区。候机室占据了安检区所有的地方，但却不是经常有人在这里等待。旅客们通常都在临近登机的时候才通过安检。航站楼的登机门都位于地面，旅客需要在沥青跑道上通过飞机自带的登机梯登机。位于航站楼东边的一号登机门为地平线航空使用。

## 航点
| 航空公司                          | 目的地          |
| --------------------------------- | --------------- |
| 阿拉斯加航空 （由地平线航空营运） | 西雅图 / 塔科马 |